# Gonzalo Álvarez Chillida
Gonzalo Álvarez Chillida (San Sebastián, 1958) es un historiador español.

## Biografía
Nació en 1958 en San Sebastián. Doctorado en la Universidad Autónoma de Madrid (1990) —su tesis doctoral se tituló «José María Pemán: un contrarrevolucionario en la crisis española del siglo XX»— y profesor de la Universidad Complutense de Madrid, es autor de dos obras sobre este escritor: José María Pemán: pensamiento y trayectoria de un monárquico: (1897-1941) (1996) y Pemán. Un trayecto intelectual desde la extrema derecha hasta la democracia (1999), junto a Javier Tusell, así como del estudio titulado El antisemitismo en España. La imagen del judío (1812-2002) (2002), prologado por Juan Goytisolo.